# Hans Moldenhauer (Musikwissenschaftler)
Hans Moldenhauer (* 13. Dezember 1906 in Mainz; † 19. Oktober 1987 in Spokane, Washington) war ein deutsch-amerikanischer Musikwissenschaftler, Pianist, Musikpädagoge und Autographensammler. 

## Leben
Hans Moldenhauer war der Sohn von Richard Moldenhauer (1877–1963), einem Hotelier und Weinhändler, und dessen Frau Thekla geb. Weil (1871–1949). Er absolvierte ein Musikstudium an der Hochschule für Musik Mainz bei Hans Rosbaud (Dirigieren) und Eduard Zuckmayer (Klavier). Da seine Mutter und seine erste Frau Jüdinnen waren, emigrierte er mit seiner Familie 1938 in die USA und traf am 13. Mai 1938 in New York ein. Als begeisterter Alpinist behagte ihm die Großstadt aber nicht, so dass er sich im Juli 1939 in Spokane niederließ. Dort erwarb er das Haus 808 South Lincoln Street, in dem er 1942 das Spokane Conservatory of Music gründete, dessen Präsident er viele Jahre war. 1943 heiratete er – in zweiter Ehe – seine Schülerin, die Pianistin und Musiklehrerin Rosaleen Jackman (1926–1982) und erhielt im selben Jahr die amerikanische Staatsbürgerschaft.
In Spokane studierte er noch an der Whitworth University und erlangte 1945 einen Bachelor of Arts. 1951 promovierte er in Musikwissenschaft am Chicago Musical College der Roosevelt University.
Von 1961 bis 1964 unterrichtete er auch an der Musikfakultät der University of Washington in Seattle und war Gastdozent an anderen Universitäten der USA und Europas.
2024 wurde das Haus, in dem Hans Moldenhauer mit seiner Familie gelebt hatte, in das National Register of Historic Places aufgenommen.

## Sammlung Moldenhauer
Moldenhauer wurde vor allem durch seine äußerst wertvolle Sammlung von Musik-Autographen bekannt, die insgesamt etwa 100.000 Musikmanuskripte, Briefe und andere Dokumente umfasste. Einen Schwerpunkt bildete der Nachlass von Anton Webern, den er 1950 bei einem Aufenthalt in Mittersill bei Salzburg von dessen Töchtern erhielt. Die Auswertung dieser Quellen führte zu einer umfangreichen Biographie über den Komponisten. Dabei gelang es ihm auch, den genauen Hergang von Weberns Tod lückenlos aufzuklären, der demnach am 15. September 1945 in Mittersill von einem US-amerikanischen Soldaten versehentlich erschossen wurde.
Nach dem Tod seiner Frau begann Moldenhauer schrittweise, sein Archiv aufzulösen und auf verschiedene Sammlungen zu verteilen. Zu nennen sind insbesondere:
- Evanston, Illinois, Northwestern University, Music Library,[2]
- Basel, Paul-Sacher-Stiftung (Manuskripte Anton Weberns),
- Wien, Österreichische Nationalbibliothek,
- Wien, Wienbibliothek im Rathaus (Sammlung Hans Moldenhauer),[3]
- München, Bayerische Staatsbibliothek,
- Cambridge, Massachusetts, Harvard University, Houghton Library,[4]
- Washington, D.C., Library of Congress (Moldenhauer Archives),
- Whitworth University (Moldenhauer Archives).[5]

## Publikationen (Auswahl)
- Der Morgen. Gedichte, München: Rother 1931
- Duo-Pianism: A Dissertation, Chicago: Musical College Press 1950
- The Death of Anton Webern: A Drama in Documents, New York: Philos. Library 1961
- Mit Rosaleen Moldenhauer, Anton Webern: A Chronicle of His Life and Work, New York: Alfred A. Knopf 1979 (Digitalisat) – Deutsche Übersetzung unter dem Titel Anton von Webern. Chronik seines Lebens und Werkes, Zürich: Atlantis Musikbuch-Verlag 1980; ISBN 3 7611 0573 8